# Live Tour 85
Albums de Alain Bashung
Figure imposée
(1983) Passé le Rio Grande
(1986)
Singles
1. Hey Joe
Sortie : 1985

Live Tour 85 est le premier album live d'Alain Bashung, paru en 1985 chez Philips. 

## Historique
Après les échecs des albums Play Blessures et Figure imposée, Alain Bashung retrouve le succès en 1984 avec S.O.S. Amor. La maison de disque décide donc de surfer sur le succès de la chanson pour publier un album live pour l'été suivant vu que le chanteur est en tournée.
À sa sortie en 1985, l'album contenant les huit premières chansons pour une durée de 36 minutes est un échec critique et commercial. Cependant, les désaccords survenus pour la sortie de l’album quant à son format marquent la fin de la collaboration entre Bashung et sa maison de disques Philips. Il se tourne ainsi vers Barclay, qui vient de signer les jeunes Noir Désir la même semaine, et lui ouvre alors ses portes.
Une fois sous contrat avec Barclay, Bashung demande à son nouveau label de republier l'album Live Tour 85 en double vinyle pour Noël 1985. Cette nouvelle version comportera la reprise du classique  Hey Joe en version studio, à la fin du disque. Ce sera la version officielle, qui sera un succès tant pour le public que pour la critique, qui le considère comme le meilleur live français. Le titre Hey Joe sors ainsi en single la même année, avec en face B le titre Fan en live. 
En 2018, une nouvelle version de l'album est publié dans le coffret Intégrale Live 1985-2009. Non seulement l'album comporte des prises différentes des chansons par rapport à la version d'origine, mais il est augmenté de nouvelles chansons et est agencé différemment, avec un nouveau mixage. 

## Réception
Selon l'édition française du magazine Rolling Stone, cet album est le 16e meilleur album de rock français.

## Liste des titres
Édition 1985, simple LP, avec 8 titres (Phillips, retiré de la vente) :
| No | Titre                         | Auteur                                           | album d'origine   | Durée |
| -- | ----------------------------- | ------------------------------------------------ | ----------------- | ----- |
| 1. | Imbécile                      | Boris Bergman / Alain Bashung                    | Figure imposée    | 5:09  |
| 2. | Martine boude                 | Alain Bashung - Serge Gainsbourg / Alain Bashung | Play blessures    | 3:10  |
| 3. | Toujours sur la ligne blanche | Boris Bergman / Alain Bashung                    | Roulette russe    | 6:08  |
| 4. | Vertige de l'amour            | Boris Bergman / Alain Bashung                    | Pizza             | 3:17  |
| 5. | S.O.S. Amor                   | Alain Bashung - Didier Golemanas / Alain Bashung | single hors album | 3:42  |
| 6. | What's in a Bird              | Alain Bashung - Pascal Jacquemin / Alain Bashung | Figure imposée    | 3:53  |
| 7. | Bijou, bijou                  | Boris Bergman - Daniel Tardieu / Alain Bashung   | Roulette russe    | 5:56  |
| 8. | Gaby oh Gaby                  | Boris Bergman / Alain Bashung                    | single hors album | 5:02  |

Édition 1985, double LP, avec 15 titres (Barclay) :
| No  | Titre                            | Auteur                                                                  | album d'origine   | Durée |
| --- | -------------------------------- | ----------------------------------------------------------------------- | ----------------- | ----- |
| 1.  | Imbécile                         | Boris Bergman / Alain Bashung                                           | Figure imposée    | 5:09  |
| 2.  | Martine boude                    | Alain Bashung - Serge Gainsbourg / Alain Bashung                        | Play blessures    | 3:10  |
| 3.  | Toujours sur la ligne blanche    | Boris Bergman / Alain Bashung                                           | Roulette russe    | 6:08  |
| 4.  | Vertige de l'amour               | Boris Bergman / Alain Bashung                                           | Pizza             | 3:17  |
| 5.  | S.O.S. Amor                      | Alain Bashung - Didier Golemanas / Alain Bashung                        | single hors album | 3:42  |
| 6.  | What's in a Bird                 | Alain Bashung - Pascal Jacquemin / Alain Bashung                        | Figure imposée    | 3:53  |
| 7.  | Bijou, bijou                     | Boris Bergman - Daniel Tardieu / Alain Bashung                          | Roulette russe    | 5:56  |
| 8.  | Gaby oh Gaby                     | Boris Bergman / Alain Bashung                                           | single hors album | 5:02  |
| 9.  | Je fume pour oublier que tu bois | Boris Bergman / Alain Bashung                                           | Roulette russe    | 6:17  |
| 10. | Les Petits Enfants               | Daniel Tardieu / Alain Bashung                                          | Roulette russe    | 1:04  |
| 11. | Junge Männer                     | Boris Bergman / Alain Bashung                                           | Play blessures    | 9:19  |
| 12. | Volontaire                       | Alain Bashung - Serge Gainsbourg / Alain Bashung                        | Play blessures    | 4:02  |
| 13. | Fan                              | Boris Bergman / Alain Bashung                                           | Pizza             | 4:09  |
| 14. | Ça cache quekchose               | Boris Bergman / Alain Bashung                                           | Pizza             | 3:37  |
| 15. | Hey Joe (Version studio)         | Billy Roberts / adapt. Gilles Thibaut / enregistrement Gilbert Courtois | inédit            | 4:57  |

Édition 2018, augmentée et remixée, avec 24 titres :
| No  | Titre                            | Auteur                                                                  | album d'origine   | Durée |
| --- | -------------------------------- | ----------------------------------------------------------------------- | ----------------- | ----- |
| 1.  | Imbécile                         | Boris Bergman / Alain Bashung                                           | Figure imposée    | 4:55  |
| 2.  | Martine boude                    | Alain Bashung - Serge Gainsbourg / Alain Bashung                        | Play blessures    | 3:05  |
| 3.  | Lavabo                           | Serge Gainsbourg - Alain Bashung / Alain Bashung                        | Play blessures    | 3:14  |
| 4.  | Ça cache quekchose               | Boris Bergman / Alain Bashung                                           | Pizza             | 3:36  |
| 5.  | Privé                            | Boris Bergman / Alain Bashung                                           | Pizza             | 4:06  |
| 6.  | L’araignée                       | Boris Bergman / Alain Bashung                                           | Pizza             | 2:28  |
| 7.  | Scène de manager                 | Serge Gainsbourg - Alain Bashung / Alain Bashung                        | Play blessures    | 4:02  |
| 8.  | C’est comment qu’on freine       | Serge Gainsbourg - Alain Bashung / Alain Bashung                        | Play blessures    | 3:08  |
| 9.  | S.O.S. Amor                      | Alain Bashung - Didier Golemanas / Alain Bashung                        | single hors album | 3:38  |
| 10. | Les Européennes                  | Alain Bashung - Didier Golemanas / Alain Bashung                        | single hors album | 3:42  |
| 11. | Vertige de l'amour               | Boris Bergman / Alain Bashung                                           | Pizza             | 3:28  |
| 12. | What's in a Bird                 | Alain Bashung - Pascal Jacquemin / Alain Bashung                        | Figure Imposée    | 3:49  |
| 13. | Élégance                         | Pascal Jacquemin - Alain Bashung / Alain Bashung                        | Figure Imposée    | 5:54  |
| 14. | Bijou, bijou                     | Boris Bergman - Daniel Tardieu/ Alain Bashung                           | Roulette russe    | 6:16  |
| 15. | Gaby oh Gaby                     | Boris Bergman / Alain Bashung                                           | single hors album | 5:23  |
| 16. | Les Petits Enfants               | Daniel Tardieu / Alain Bashung                                          | Roulette russe    | 1:10  |
| 17. | J’croise aux Hébrides            | Serge Gainsbourg - Alain Bashung / Alain Bashung                        | Play blessures    | 3:15  |
| 18. | Je fume pour oublier que tu bois | Boris Bergman / Alain Bashung                                           | Roulette Russe    | 6:33  |
| 19. | Toujours sur la ligne blanche    | Boris Bergman / Alain Bashung                                           | Roulette Russe    | 6:12  |
| 20. | Junge Männer                     | Boris Bergman / Alain Bashung                                           | Play Blessure     | 9:21  |
| 21. | Volontaire                       | Alain Bashung - Serge Gainsbourg / Alain Bashung                        | Play Blessure     | 4:20  |
| 22. | Fan                              | Boris Bergman / Alain Bashung                                           | Pizza             | 4:01  |
| 23. | Reviens va-t’en                  | Boris Bergman / Alain Bashung                                           | Pizza             | 3:29  |
| 24. | Hey Joe (Version studio)         | Billy Roberts / adapt. Gilles Thibaut / enregistrement Gilbert Courtois | inédit            | 4:59  |

## Musiciens
- Alain Bashung : chant, guitare
- Frantz Delage : guitare basse
- Philippe Draï : batterie, boîte à rythmes
- Richard Mortier : guitare rythmique
- Christian Taurines : synthétiseurs, saxophone
- Oli Guindon : guitare
- Paul Personne : guitare sur S.O.S. Amor
- S. Van Poucke : graphisme recto & photos
- Huart/Cholley : graphisme[8]
- Nick Patrick : production, mixage
- Christian Ramon : mixage (1 à 11)
- Clive Martin : mixage (12 à 15)[1]